# Cheems

Imagen recortada de Cheems.

Una manifestante con la imagen de Cheems durante una marcha por la igualdad en Wrocław, Polonia.

Cheems (en chino: 奇姆斯) es un meme de internet originado a partir de la fotografía de un perro de raza shiba inu chino llamado Balltze.

## Etimología
El nombre del meme deriva de la palabra ‘cheemsburger’, la cual es una grafía incorrecta de la palabra en inglés ‘cheeseburger’, que quiere decir en español ‘hamburguesa con queso’.

## Características
Se suele conocer a Cheems como el perro de los memes, sobre todo de aquellos de "Swole Doge vs. Cheems" (o el meme del perro fuerte y el perro débil, una evolución del meme Chad vs Virgin), aunque los memes de este perro son muy variados.
La manera de hablar de Cheems en los memes es bastante particular, pues se suelen añadir letras m a sus diálogos, como por ejemplo: "me da amsiemdad". Su personalidad puede resumirse de la siguiente manera: una figura cobarde, tímida, que padece ansiedad y que escribe con faltas ortográficas.

## Origen
La foto original de Cheems data del año 2017, pero llegó a su máxima popularidad recién en el año 2019, en la plataforma Reddit. Cheems se hizo viral durante el confinamiento por la pandemia de COVID-19, dado que suele mostrarse ansioso o asustado, reflejando el estado anímico de la población en ese momento. Sin embargo, a diferencia de muchos otros fenómenos virales, el meme de Cheems ha conseguido ser duradero y mantener su relevancia a pesar del tiempo.

## Balltze
Balltze es el nombre del perro que inspiró el meme. Este perro nació en Hong Kong el 9 de enero de 2011 y falleció el 18 de agosto de 2023  en la misma ciudad. En 2022, los dueños de Balltze comunicaron a sus seguidores a través de su cuenta de Instagram que el can de once años padecía de pancreatitis y que, además, se le había encontrado un melanoma en su pata delantera, por lo que tuvieron que cortarle uno de sus dedos.En mayo de 2023, volvió a tener problemas de salud, se le detectaron tres neoplasias dentro de la pleura y dificultades para respirar.Finalmente, el 19 de agosto de 2023 se anunció, por medio de su cuenta oficial de Instagram, el fallecimiento de Balltze en la mañana del día anterior durante una toracocentesis. 